# Sparta, Tennessee
Sparta är administrativ huvudort i White County i Tennessee. Orten har fått sitt namn efter den antika stadsstaten Sparta. Sparta hade 4 925 invånare enligt 2010 års folkräkning.

## Kända personer från Sparta
- James W. Throckmorton, politiker